# The Krotons
Az The Krotons a Doctor Who sorozat negyvenhetedik része, amit 1968. december 28.-a és 1969. január 18.-a között vetítettek négy epizódban. Ez volt az első olyan rész, amit Robert Holmes írt, aki a régi sorozat egyik legismertebb írója.

## Történet
A gond népet a bolygójukra érkezett idegenek, az krotonok tartják uralmuk alatt. Szellemi rabszolgává teszik a legjobb koponyákat a Tanulás Csarnokában található Tanító Gépek által. A felszabadítás a Doktorra és társaira vár.

## Epizódok listája
| Epizódok sorszáma | Bemutató napja     | Hossza | Nézők száma (millió) | Formátum     |
| ----------------- | ------------------ | ------ | -------------------- | ------------ |
| 1                 | 1968. december 28. | 23:00  | 9                    | 16/35 mm t/r |
| 2                 | 1969. január 4.    | 23:03  | 8,4                  | 16 mm t/r    |
| 3                 | 1969. január 11.   | 21:47  | 7,5                  | 16 mm t/r    |
| 4                 | 1969. január 18.   | 22:39  | 7,1                  | 16 mm t/r    |

## Könyvkiadás
A könyvváltozatát 1985. november 15.-n adták ki.

## Otthoni kiadás
- VHS-n 1991 februárjában adták ki.
- DVD-n 2012. július 2.-n adták ki az Egyesült Királyságokban.
  - Amerikában július 10.-n adták ki.

### Fordítás
- Ez a szócikk részben vagy egészben  a   The Krotons című angol Wikipédia-szócikk fordításán alapul.  Az eredeti cikk szerkesztőit annak laptörténete sorolja fel. Ez a jelzés csupán a megfogalmazás eredetét és a szerzői jogokat jelzi, nem szolgál a cikkben szereplő információk forrásmegjelöléseként.